# Nueva Gorgona
Nueva Gorgona es un corregimiento del distrito de Chame en la provincia de Panamá Oeste, República de Panamá. Tiene una población de 4.075 habitantes (2010).